# Acer griseum
Acer griseum, el arce chino gris o arce de papel, es una especie botánica de arce perteneciente a la familia de las sapindáceas. Es nativa del centro de China.

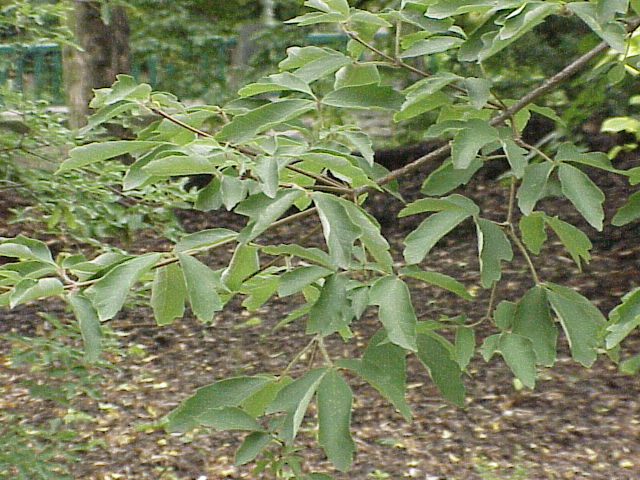
Árbol hojoso, follaje verde.

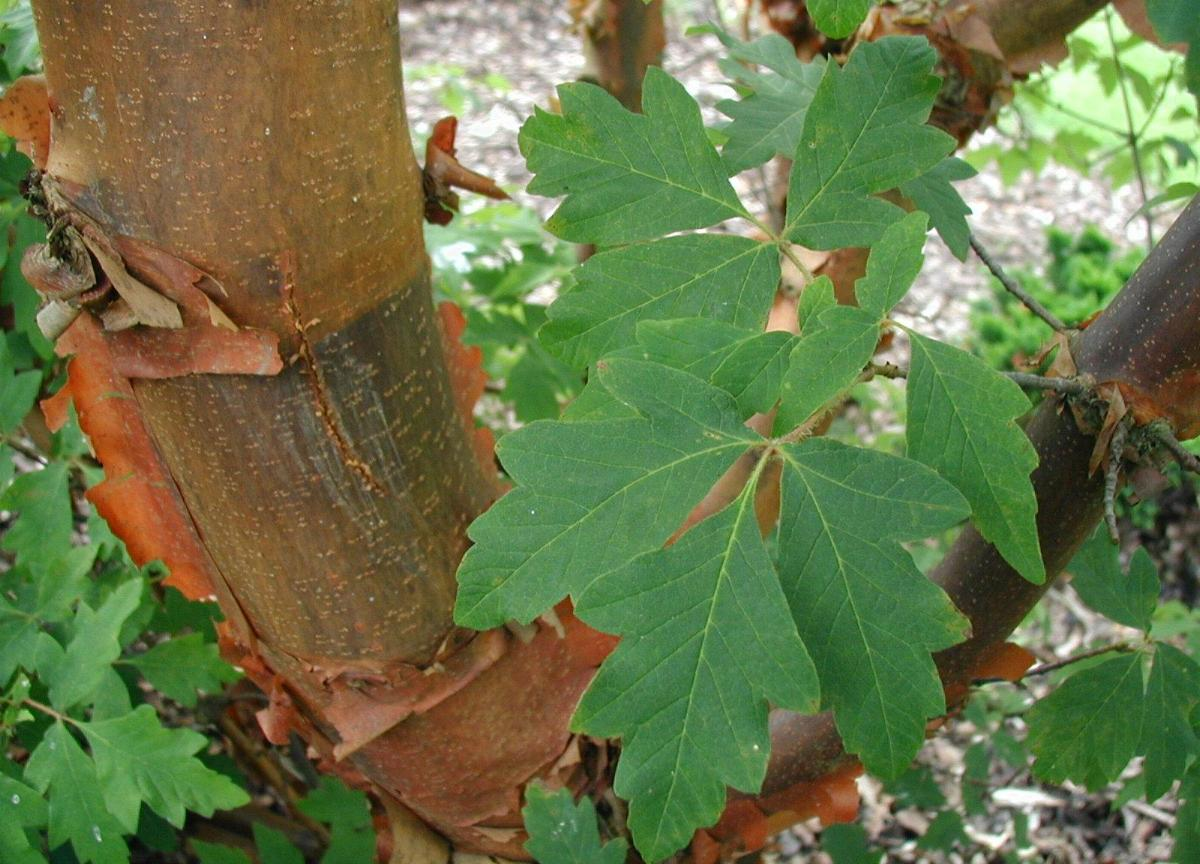
Hojas y corteza.

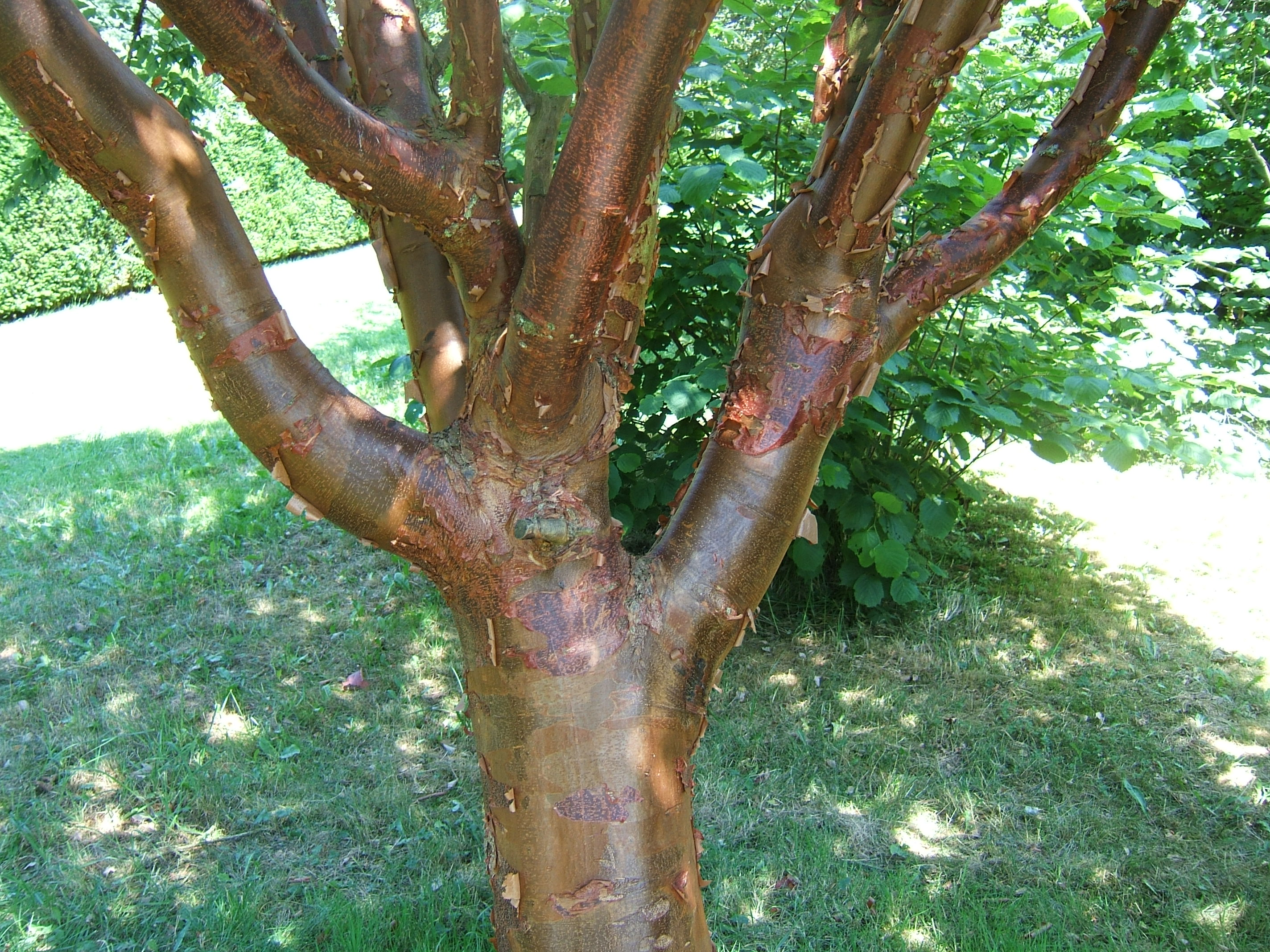
Tronco y corteza.

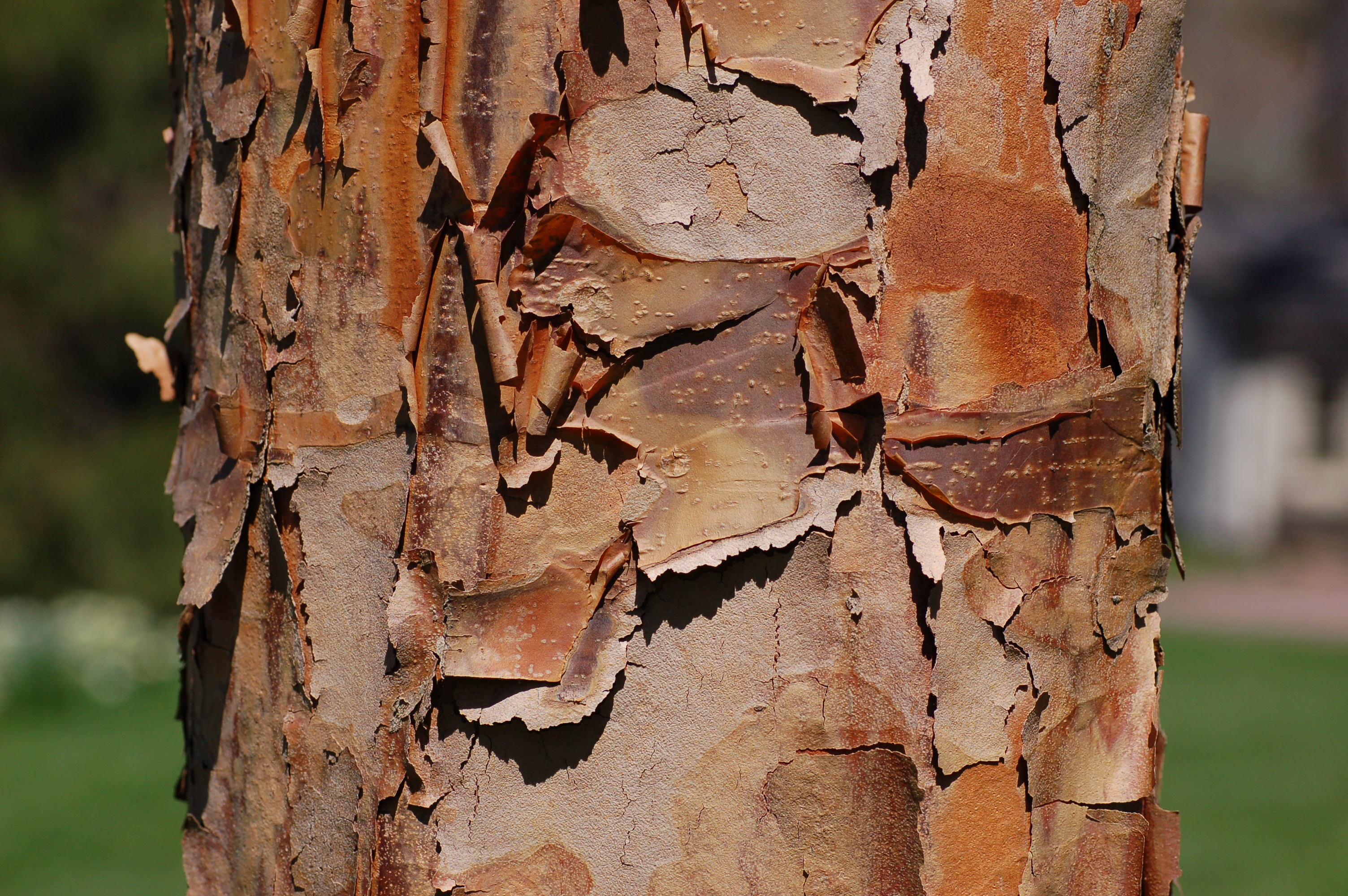
Corteza papilosa fina, descascarada, naranja roja.

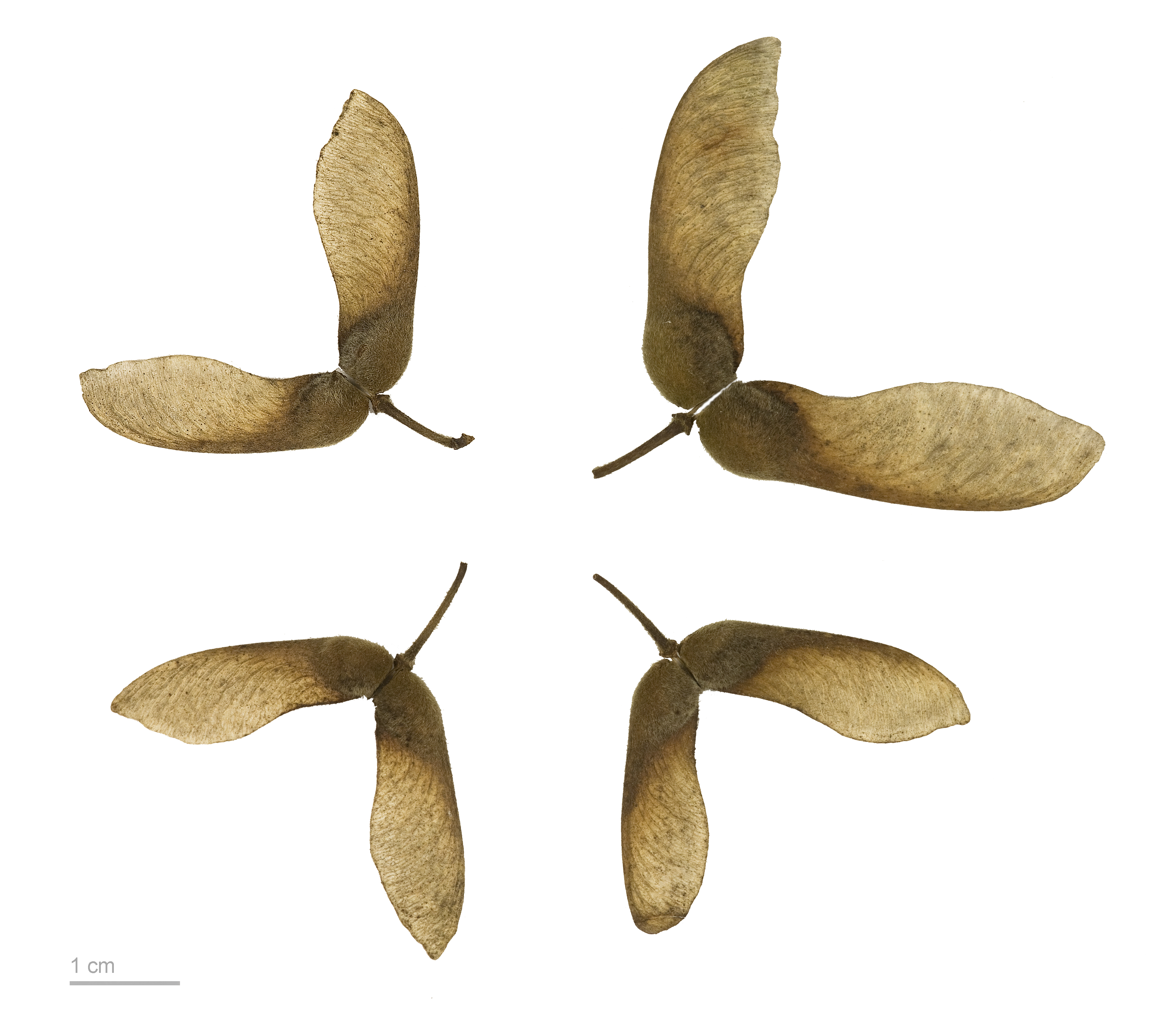
Acer griseum - Museum specimen.

## Descripción
Es un pequeño a mediano árbol caduco, de hasta 10-18 m de altura, con una suave, brillante corteza rojo anaranjada, que se desprende en capas finas, de papel. Las hojas son compuestas, con tres folíolos, cada uno de 4-10 cm de largo y 2-6 cm de ancho, verde oscuro arriba, brillante azul verdoso glauco debajo. Las flores aparecen en pequeños corimbos en primavera, y el fruto lo forman un par de sámaras (disámaras) con dos semillas aladas de 1 cm de largo y 3 cm de ala.

### Cultivo y usos
Ampliamente plantado como árbol ornamental en regiones templadas. Es admirado por su decorativa corteza exfoliada, piezas translucientes que permanecen en las ramas por largo tiempo. También tiene espectaculares colores otoñales incluyendo rojo, naranja y tonos rosas.
Fue introducido al cultivo en Europa en 1901 por Ernest H. Wilson para los "Invernáculos Veitch", y a EE. UU. poco tiempo después.
Recientes acuerdos se han hecho para adquirir nuevo inventario de semilla de poblaciones silvestres de China, debido a creerse que el actual acervo genético de especímenes cultivados es muy estrecho. La propagación de Acer griseum es algo dificultosa debido a la similar tendencia a la partenogénesis de Acer maximowiczianum.

## Taxonomía
Acer griseum fue descrita por (Adrien René Franchet) Pax y publicado en Das Pflanzenreich 8(IV. 163): 30, en el año 1902.
Etimología
Acer: nombre genérico que procede del latín ǎcěr, -ĕris = (afilado), referido a las puntas características de las hojas o a la dureza de la madera que, supuestamente, se utilizaría para fabricar lanzas. Ya citado en, entre otros, Plinio el Viejo, 16, XXVI/XXVII, refiriéndose a unas cuantas especies de Arce.
griseum: epíteto latíno que significa "gris".
Sinonimia
- Acer nikoense var. griseum Franch. basónimo
- Acer pedunculatum K.S.Hao
- Acer zhongtianoense W.P.Fang & B.L.Li
- Crula grisea Nieuwl.[6]